# Grigorij Jakovlevics Baklanov
Grigorij Jakovlevics Baklanov (Voronyezs, 1923. szeptember 11. vagy 1923. szeptember 18. – Moszkva, 2009. december 23.) szovjet és orosz író volt, aki a második világháborúról szóló regényeiről, valamint a Znamja című irodalmi folyóirat szerkesztőjeként vált ismertté. Baklanov 1986-ban, Mihail Gorbacsov reformjai idején lett szerkesztő, és olyan műveket is közölt, amelyeket korábban a szovjet cenzorok betiltottak; a glasznosztyra való törekvése a folyóirat példányszámát 1 millióra növelte.

## Életrajza
Baklanov Grigorij Jakovlevics Friedman névvel Voronyezsben született. 1941-ben, amikor a nácik megszállták a Szovjetuniót, Baklanov 17 éves volt. Önként jelentkezett a frontra, ő lett a legfiatalabb katona az ezredében. Később tüzérhadnagyként egy szakasz parancsnoka volt, amely Ukrajnában, Moldovában, Magyarországon, Romániában és Ausztriában harcolt. 1943-ban súlyosan megsebesült, és részben rokkanttá vált. Ennek ellenére visszatért az ezredéhez, és a háború végéig a fronton harcolt. Kitüntették a Vörös Csillag-renddel és a Nagy Honvédő Háború első osztályú érdemrendjével.
Baklanov korai (kiadatlan) regényei a második világháborús élményeiről szóltak. 1951-ben diplomázott a moszkvai Gorkij Irodalmi Intézetben. A háborúról szóló első megjelent regénye, A főcsapástól délre (Девять дней, 1957) olyan ádáz harcokat ír le, amelyekben Magyarországon vett részt. A művet két idősebb testvére emlékének ajánlotta, akik a háborúban estek el.
Baklanov szerint igazi irodalmi debütálása 1959-ben történt, amikor megjelent második regénye, Пядь земли, azaz Hüvelyknyi föld. Otthon könyörtelenül bírálták, de nemzetközi hírnevet hozott az írónak: A The Foothold-ot 36 országban adták ki. A szovjet kritikusok támadták Baklanovot, amiért egy egyszerű katona szemszögéből írta le az eseményeket, ami ellentmondott a háború propagandisztikus hivatalos verziójának.
Az 1964-ben megjelent Июль 41 года (1941 júliusa) című regényében Baklanov az elsők között tárta fel, hogy Sztálin 1930-as években a Vörös Hadseregben végrehajtott tisztogatása volt a felelős a szovjetek háborús felkészületlenségéért, ami milliók halálát és fogságba esését eredményezte. A tisztogatás tönkretette a hadsereg parancsnokságát, és elsősorban ez volt a felelős az 1941-es aránytalanul magas szovjet veszteségekért. Megjelenésekor az 1941 júliusa-t 12 évre betiltották a Szovjetunióban. 2003-ban az író megvilágította a regény üzenetét: „A nép tragédiájáról írtam, és a legnagyobb bűntettről, amit az 1941-es év okozott, milliók haltak meg, milliók estek fogságba, akikről a főbűnöző Sztálin azt mondta: "Nincsenek foglyaink, csak árulóink vannak".”
Baklanov regényeket, novellákat, nem szépirodalmi műveket, memoárokat, színdarabokat és forgatókönyveket írt. A fikciói alapján nyolc játékfilmet készítettek. Ezek közül a legnépszerűbb az 1970-es Byl mesyats may (Májusban történt) című tévéfilm, amelyet Marlen Hucijev rendezett. Az 1971-es Arany Prága Nemzetközi Televíziós Fesztiválon díjat nyert. 1975-ben Jurij Ljubimov a moszkvai Taganka Színházban színre vitte: Пристегните ремни! (Öveket becsatolni!).
Baklanov regénye, az Örökre tizenkilenc évesek (1979) tisztelgés nemzedéke előtt, amelyet a második világháború majdnem kiirtott. Az 1989-es amerikai kiadás előszavában Baklanov a következőket írta: „Tizenhét éves voltam és befejeztem a középiskolát, amikor kitört a háború. Húsz fiú és húsz lány volt az osztályunkban. Szinte az összes fiú elment a frontra, de én voltam az egyetlen, aki élve tért vissza... Azt akartam, hogy a most élő emberek barátként, családtagként, testvérként törődjenek velük.”
Az Antonina Bouis által angolra fordított Forever Nineteen című könyvet a The New York Times úgy jellemezte, mint „egy orosz katona második világháborús élményeinek átható beszámolóját”, amely „egy polcra való, mondjuk ... Erich Maria Remarque All Quiet on the Western Front című könyve mellé”. A Mindörökké tizenkilencet számos nyelvre lefordították, és Baklanov elnyerte a Szovjetunió állami díját.
A The Moment Between the Past and the Future ("A múlt és a jövő közti pillanat"; eredeti orosz címe: Свой человек, 1990) című regény, amelyet Catherine Porter fordított angolra, a Leonyid Brezsnyev-korszak pangásának végét mutatja be, amely megelőzte Gorbacsov peresztrojkáját. Egy sikeres drámaíró, Uszvatov története is, aki a szovjet kulturális elit elkényeztetett életét éli. A korrupt hatalmi apparátus részévé válva Uszvatov elárulta idealista nemzedékének értékeit.
Mihail Gorbacsov reformjai idején Baklanov a Znamja irodalmi folyóirat szerkesztőjeként vált ismertté. Szerkesztősége alatt a magazin példányszáma 1 millióra nőtt. Számos korábban elhallgatott művet publikált, például Mihail Bulgakov Kutyaszív című kisregényét, Alekszandr Tvardovszkij Az emlékezet jogán című versét, Vaszilij Grosszman Örmény vázlatkönyv című úti beszámolóját, Georgij Vlagyimov Hűséges Ruszlán című regényét stb. Baklanov 1986 és 1993 között szerkesztette a Znamja című folyóiratot.
1988 júliusában, Gorbacsov 19. pártkonferenciáján Baklanov 5000 küldött, túlnyomórészt párt- és szovjet funkcionáriusok előtt szólt, akiket arra szólított fel, hogy ne akadályozzák a sajtószabadságot: „Aki ma a glasznoszty ellen küzd, az csak azért küzd, hogy rabszolgává váljon”. A konferenciára a szovjet csapatok Afganisztánból való kivonulása idején került sor. Baklanov ezt a háborút „politikai kalandnak” nevezte (akkoriban hivatalosan szovjet nemzetközi missziónak nevezték), és követelte a felelősök felelősségre vonását. Baklanov beszédét az országos televízióban közvetítették, ezért is kapta a válaszok áradatát. Különösen az afganisztáni háború veteránjaitól érkeztek támogató levelek. Az egyik levél 1418 aláírást tartalmazott, ennyi napig folyt a második világháború a keleti fronton (1941. június 22-től 1945. május 9-ig).
1994-ben Baklanov az Известия című lapban megjelent cikkében Borisz Jelcin elnökhöz fordult, és arra kérte, hogy diplomáciai eszközökkel akadályozza meg Oroszország háborúját Csecsenfölddel.
1989 és 2001 között Baklanov segített felügyelni Soros György moszkvai alapítványának programjait („Kulturális kezdeményezés” és „Nyílt társadalom”), amelyek a posztszovjet Oroszország oktatását, kultúráját és tudományát támogatták.
1993-ban Baklanov aláírta a Negyvenkét levél című felhívást, amelyet neves értelmiségiek írtak alá Jelcin elnökhöz és az orosz kormányhoz, akiket a kommunista, ultranacionalista és rasszista propaganda betiltására szólítottak fel. Ez az 1993 októberi eseményekre adott válasz volt.
1997-ben Baklanov megkapta az Orosz Föderáció állami díját И тогда приходят мародёры (És akkor jönnek a fosztogatók) című kisregényéért. A kisregény az 1990-es évek oroszországi törvénytelenségét és korrupcióját az országban soha ki nem irtott sztálinizmus következményeként ábrázolja. Szimbolikusan ér véget: egy orosz újfasiszta banda megtámadja és megöli a főhőst, egy második világháborús veteránt.
2008 októberében, egy évvel halála előtt az író a Kultura televíziós csatornának adott interjúban azt mondta: „Az összes emberi tett közül, amit ismerek (nem tapasztaltam sem gettót, sem koncentrációs tábort), a háború a legszörnyűbb és legembertelenebb tett”.
Baklanov 2009. december 23-án, 86 éves korában halt meg Moszkvában.

## Bibliográfia

### Munkák
- В Снегирях Elbeszélés (1954)
- Южнее главного удара Elbeszélés (1957)
- Пядь земли Elbeszélés (1959)
- Мёртвые сраму не имут Elbeszélés (1961)
- Июль 41 года Regény (1964)
- Карпухин Elbeszélés (1965)
- Темп вечной погони Esszé Amerikáról (1972)
- Был месяц май (Почём фунт лиха) Történet[9] (1962-75)
- Друзья Regény (1975)
- Канада Esszé (1976)
- Навеки девятнадцатилетние Elbeszélés (1979)
- Литературные портреты («Об А. Т. Твардовском», «О Павле Нилине» и др.) (1973-81)
- Меньший среди братьев Elbeszélés (1981)
- Свой человек (Миг между прошлым и будущим) Elbeszélés (1990)
- И тогда приходят мародёры Regény (1995)
- Жизнь, подаренная дважды Emlékek (1999)
- Мой генерал Elbeszélés (1999)[10]

### Gyűjtemények
- Собрание сочинений В 4-х томах. Вступ. ст. И. Дедкова. — М.: Художественная литература, 1983—1985, 100 000 экз.
- Собрание сочинений В 3-х томах. — М. Русская книга, 1999. 3 000 экз.
- Собрание сочинений В 5-ти томах. — СПб.: Пропаганда, 2003.
- Избранные произведения В 2-х томах. — М.: Художественная литература, 1979—1980., 100 000 экз.
- Собрание сочинений В 5-ти томах. — М.: Книжный Клуб Книговек, 2012.
- Избранное В 2-х томах. М.: Книжный клуб 36.6, 2013.

### Könyvek
- В Снегирях — М.: Советский писатель, 1955.
- В Снегирях Повести. Рассказы. Esszék — М.: Советский писатель, 1957.
- Девять дней Elbeszélés. — М., Советский писатель, 1958.
- Южнее главного удара. — М., Воениздат, 1959.
- Пядь земли — М.: Советский писатель, 1960
- В Снегирях Elbeszélés. — М.: Гослитиздат, 1961.
- Южнее главного удара — М.: Советский писатель, 1961
- Мёртвые сраму не имут — М.:  Советский писатель, 1962
- Почём фунт лиха — М.: Советская Россия, 1962
- 49 дней — М.: Искусство, 1963
- Три повести — М.: Гослитиздат, 1963
- Июль 41 года — М.: Советский писатель, 1965.
- Мёртвые сраму не имут — М., Советская Россия, 1966.
- Военные повести — М.: Советский писатель, 1967.
- Карпухин — М., Советская Россия, 1967.
- Пядь земли — М.: Советский писатель, 1970
- Был месяц май — М.: Искусство, 1971
- О нашем призвании — М.: Советская Россия, 1972
- Темп вечной погони — М.: Советский писатель, 1972
- Пядь земли — М.: Художественная литература, 1973
- Пядь земли — Новосибирск, 1973
- Избранное — М., Московский рабочий, 1974.
- Пушки стреляют на рассвете — М.: Детская литература, 1974
- Военные повести — М.: Советский писатель, 1975,
- Друзья. Regény — М.: Советский писатель, 1976; 1977.
- День нынешний и день минувший — М.: Московский рабочий, 1977.
- Пядь земли — М.: Известия, 1978
- Друзья. Карпухин — М.: Московский рабочий. 1980.
- Пядь земли. Повести и рассказы — М.: Советская Россия, 1980.
- Навеки—девятнадцатилетние — М.: Советский писатель, 1980
- Навеки—девятнадцатилетние — М.: Художественная литература, 1980 (Regény-újság).
- Военные повести — М.: Советский писатель, 1981
- Меньший среди братьев — М.: Советский писатель, 1982;
- Навеки—девятнадцатилетние — М.: Молодая гвардия, 1982
- Военные повести — М.: Советский писатель, 1983
- Пядь земли — Кишинёв, 1983
- Загадка простоты. Сб. статей — М.: Советский писатель, 1984.
- Военные повести — М.: Современник, 1984
- Навеки—девятнадцатилетние — М.: Советский писатель, 1984
- Навеки—девятнадцатилетние — М., Воениздат, 1985
- Навеки—девятнадцатилетние — Кемерово, 1985
- Военные повести — М.: Современник, 1986
- Ехали земляки… — М.: Советская Россия, 1986.
- Навеки—девятнадцатилетние — М.: Детская литература, 1986
- Навеки—девятнадцатилетние — Киев, 1986
- Вот и кончилась война: повести, рассказы — М.: Современник, 1987.
- Меньший среди братьев — М.: Художественная литература, 1987 (Regény-újság)
- Повести и рассказы — М.: Московский рабочий, 1987.
- Навеки — девятнадцатилетние Történetek — М.: Известия, 1988.
- Июль 41 года. Навеки — девятнадцатилетние — М.: Художественная литература, 1988.
- Свет вечерний. Рассказы — М.: Történetek, 1988.
- Карпухин. Друзья. Меньший среди братьев — М.: Советская Россия, 1989.
- Время собирать камни Beszédek, beszélgetések, cikkek, lit. portrék — М.: АПН, 1989.
- Навеки—девятнадцатилетние — Воронеж, 1989
- Пядь земли — М.: Советский писатель, 1989
- Был месяц май — М.: Искусство, 1990
- Свой человек — М.: Международные отношения, 1993
- Навеки—девятнадцатилетние — Курган, 1995
- Я не был убит на войне — М.: Московский рабочий, 1995
- Входите узкими вратами Igaz történetek — М.: РИК «Культура», 1996.
- И тогда приходят мародеры — М.: Книжная палата, 1996.
- Жизнь, подаренная дважды11 Emlékek, történetek — М.: Вагриус, 1999.
- Мой генерал Regények és történetek — М.: Вагриус, 2000.
- Дороги пришедших с войны Igaz történetek, cikkek, emlékek — М.: Пушкинская библиотека, 2005.
- Война / Krieg: 1941-45. Orosz és német írók művei (К. Воробьёв(wd), Г. Айзенрайх, В. Кондратьев(wd), Г. Ледиг, В. Некрасов, Г. Гайзер, В. Быков, Ф. Фюман, Г. Бакланов, Г. Белль, Ю. Бондарев, З. Ленц, Д. Гранин(wd), В. Борхерт). — М., ПРОЗАиК, 2012. — ISBN 978-5-91631-115-0.
- Навеки — девятнадцатилетние — М.: Эксмо, 2014.

### Magyarul
- A főcsapástól délre (Devât' dnej) – Kossuth, Budapest, 1959 (Tarka könyvek) · Fordította: Pető Miklós
- Két tűz között. Kisregény (Pâd' zemli) – Európa, Budapest, 1966 · Fordította: G. Lengyel Judit · Illusztrálta: Rogán Miklós
- 1941 júliusa (Июль 41 года) – Európa, Budapest, 1966 (Modern könyvtár) · Fordította: Radványi Ervin
- Joszif Geraszimov · Jevgenyij Ziborov · Egon Livs · Grigorij Baklanov: Holdtölte (Szovjet kisregények) – Európa, Budapest, 1970 (Olcsó könyvtár) · Fordította: Fordította: Grigássy Éva, Láng Anikó, Soproni András, Szirmai Marianne · (1. Öt nap pihenő Ioszif Geraszimov; 2. Holdtölte Jevgenyij Ziborov; 3. Szilaj Ördög Egons Livs; 4. Egy nap – és az egész élet Grigorij Baklanov)
- Barátok. Regény (Druzʹja) – Európa, Budapest, 1977 · ISBN 9630712903 · Fordította: Enyedy György
- Örökre tizenkilenc évesek (Naveki – devâtnadcatiletnie) – Kárpáti / Kossuth, Budapest / Uzsgorod, 1982 · ISBN 9630920581 · Fordította: Antal Miklós
- A legkisebb fiú. Regény (Menʹšij sredi bratʹev) – Európa, Budapest, 1984 · ISBN 9630729598 · Fordította: Kallós Lilla Imola

## Kitüntetések és díjak
- A Hazáért Érdemrend 3. osztálya
- Vörös Csillag-rend
- A Hazafias Háborúért Érdemrend 1. osztály
- A Munka Vörös Zászló Érdemrendje
- A Becsületrend
- Népek Barátsága Rendje
- „A katonai együttműködés megerősítéséért” kitüntetés
- „Budapest elfoglalásáért” kitüntetés
- „Bécs elfoglalásáért” kitüntetés
- „A Németország felett a Nagy Honvédő Háborúban 1941-1945-ben aratott győzelemért” kitüntetés
- A Szovjetunió állami díja
- Az Orosz Föderáció állami díja

Baklanov az Orosz Művészeti Akadémia akadémikusa (1995 óta), az Elnöki Kulturális és Művészeti Tanács tagja (1996-2001), valamint a Memorial, az 1989-ben a sztálini elnyomás áldozatainak emlékére alapított orosz történelmi és polgári jogi társaság tanácstagja.

## Fordítás
- Ez a szócikk részben vagy egészben  a   Grigory Baklanov című angol Wikipédia-szócikk fordításán alapul.  Az eredeti cikk szerkesztőit annak laptörténete sorolja fel. Ez a jelzés csupán a megfogalmazás eredetét és a szerzői jogokat jelzi, nem szolgál a cikkben szereplő információk forrásmegjelöléseként.
- Ez a szócikk részben vagy egészben  a(z)   Бакланов, Григорий Яковлевич című orosz Wikipédia-szócikk fordításán alapul.  Az eredeti cikk szerkesztőit annak laptörténete sorolja fel. Ez a jelzés csupán a megfogalmazás eredetét és a szerzői jogokat jelzi, nem szolgál a cikkben szereplő információk forrásmegjelöléseként.